# Rauendahler Schiebeweg
| Rauendahler Schiebeweg                          | Rauendahler Schiebeweg      |
| ----------------------------------------------- | --------------------------- |
| Ungefährer Verlauf der Trasse zum Ufer der Ruhr |                             |
| Streckenlänge:                                  | 1,6 km                      |
| Streckengeschwindigkeit:                        | Schrittgeschwindigkeit km/h |
|                                                 |                             |

Der Rauendahler Schiebeweg bei Hattingen südlich von Bochum wurde 1787 im Ruhrgebiet als die erste einer Reihe von pferdebetriebenen Kohlenwegen nach damaligem britischen Vorbild (englischer Weg) für den Transport der geförderten Steinkohlen zur Umladestelle an der Ruhr erbaut. Der Name wurde von den Schiebewegen mit Laufkarren übernommen. Wie zu dieser Zeit üblich bestanden die Schienen aus Holzbohlen, ab 1794 waren sie zur Minderung des Verschleißes mit Gusseisenplatten benagelt. Durch die Konstruktion der mit eisenbeschlagenen Schienen betriebenen Bahn zählt der Rauendahler Schiebeweg zu den ersten Eisenbahnen im deutschsprachigen Raum, seine Länge betrug etwa 1.600 Meter.
Die Gutehoffnungshütte in Sterkrade baute eigens für den neuartigen Schienen-Auftrag einen Temperofen. In Schiffen wurden die Schienenauflagen über die Ruhr bis Baak zur Kohlenniederlage geliefert. Die märkisch-preußische Kohle passierte auf dem Weg flussabwärts gleich vier (Klein-)Staaten und damit zugleich auch Zollgrenzen, ehe sie wieder im ebenfalls preußischen Herzogtum Kleve ankam: Das Stift Essen bei Steele, das Stift Werden, das Herzogtum Berg (Kurpfalz-Bayern) bei Kettwig und die Herrschaft Broich (Leiningen-Dagsburg) bei Mülheim.
Die von der Eisenhütte „Gute Hoffnung“ in Sterkrade hergestellten Schienen waren 1,88 Meter lang und hatten ein Rechteckprofil von 5,4 mal 2,7 cm (Breite mal Höhe). Sie wurden mit einem Maximalgefälle von sechs Grad auf der Trasse verlegt.

## Geschichte

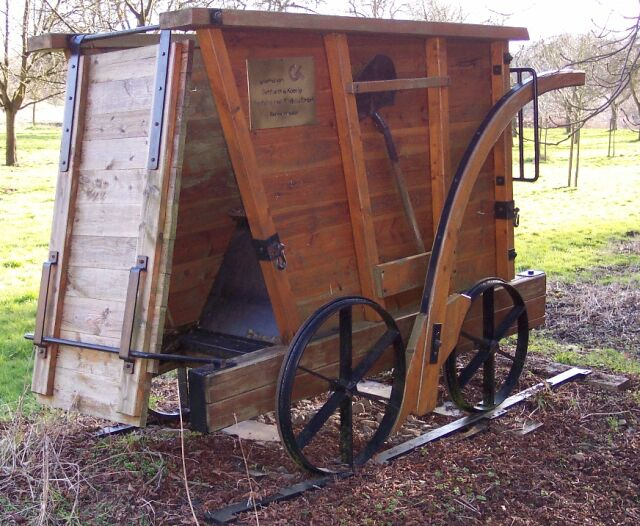
Replik eines der Fahrzeuge des Rauendahler Schiebeweges

Zur Geschichte gehört die Schiffbarmachung der Ruhr durch den preußischen Staat, denn nur dadurch wurde das mehrmalige Umladen der Kohle umgangen. Die Verbraucher forderten Stückkohle und deshalb war es notwendig die Kohle so wenig als möglich umzuschlagen:
- 1780: Durch den Bau zahlreicher Schleusen wird die Ruhr als Kohlentransportweg vom Rhein bis Fröndenberg-Langschede schiffbar gemacht.
- 1781: Bau der Rauendahler Kohleniederlage für die Baaker Gruben.

- 1787: Errichtung der ersten an Schienen gebundenen Transportbahn, dem ca. 1,6 Kilometer langen Rauendahler Schiebeweg.
- 1827: Die Pferdeeisenbahn von den Baaker Gruben wird zum Ruhrhafen nördlich vom Haus Weile verlängert, Bau der „Weiler Kohlenniederlage“.[4]

Federführend bei der Umsetzung war der Fabrikkommissar für die Grafschaft Mark und Bergrat Friedrich August Alexander Eversmann mit Dienstsitz in Hagen, der solche Bahnen auf einer Reise durch England kennengelernt hatte. Die einzelnen, mit Steinkohlen beladenen Wagen verkehrten von den Stollenmundlöchern und Schächten der beteiligten Zechen zur Verladestelle, einer Kohlenniederlage am Ruhrufer nahe der heutigen Rauendahlstraße
(am heutigen Wasserwerk an der Stadtgrenze Bochum-Hattingen, hier steht auch der Nachbau des Transportwagens). Die Kohle konnte dort auf Ruhrschiffe, die Aaken, verladen werden. 1794 wurden die ständig beschädigten Holzbohlen zur Minderung des Verschleißes auf ihrer Oberseite mit Auflagen aus Gusseisen belegt und diese mit Nägeln befestigt.
Der Rauendahler Schiebeweg verband die Baaker Gruben mit dem Ruhrfluss. Über die Bahn wurde die abgebaute Kohle der Kleinzechen Nöckersbank und Anna Catharina, Dickebücherbank, Johann Friedrich und St. Matthias abtransportiert. Die Strecke verlief von den Gruben zum Fluss steil abwärts. Durch den Höhenunterschied bedurfte es keiner weiteren Antriebsmaschine, stattdessen saß auf jedem Wagen ein Bremser, der die Geschwindigkeit des Wagens mittels einer großen Hebelbremse regulierte. Die entleerten Wagen wurden dann bergauf mit Pferden zurück zu den Stollen bzw. Schächten gezogen.
1793 wurde ein weiterer Schiebeweg, diesmal für den Stollen Nr. 5/Zeche General errichtet, der ab 1805 als Generaler Kohlenbahn betrieben wurde.
Mit dem Erschöpfen der Kohlevorräte wurde auch der Betrieb des Rauendahler Schiebeweges eingestellt. Heute erinnert nur noch ein rekonstruierter Wagen und ein unscheinbarer Absatz im steil abfallenden Gelände am Nordufer der Ruhr an die Bahn. Er wurde englischen Vorbildern nachgebaut und entspricht nicht gänzlich den verwendeten Wagen, da diese mit zwei Bremshebeln ausgestattet waren. Auch ist unklar, ob schon komplette Eisenräder verwendet wurden.
Aus der 1781 am Ausgang des Rauendahls gelegenen, einfachen Kohleniederlage entstand mit der Zeit ein bedeutender Umschlagplatz für die Baaker Zechen. Die geförderte Kohle konnte hier bis zur Übernahme auf die Aaken zwischengelagert werden. Mit der Rauendahler (Pferde-)Bahn endete die erste «deutsche Eisenbahn» an diesem Platz. 1803 wurde die bis dahin einfach gehaltene Anlegestelle zu einem Hafen umgebaut (eigenes Hafenbecken nordöstlich an den Fluss anschließend gelegen), der Hafen war mit einer Mauer gegen Hochwasser geschützt. Dadurch wurde verhindert, dass die gelagerte Kohle weggespült werden konnte. Die Schiffe konnten durch drei Tore beladen werden. 1847 wurde der Hafen dann nochmals umgebaut, nun fanden auch Schiffe bei Hochwasser Schutz. Mit dem Aufstieg der Eisenbahn verlor die Ruhrschifffahrt an Bedeutung und mit der Einstellung des Verkehrs auf der Ruhr im Jahr 1878 wurden auch Hafen und Kohleniederlage stillgelegt. Bei einer Ruhrbegradigung im Jahr 1882 wurden das Hafenbecken und die Mauer abgerissen, heute ist nichts mehr von den Anlagen erhalten. Dagegen ist die Fläche der ursprünglichen Kohleniederlage noch gut erkennbar.
Die Verlängerung der bestehenden Bahn im Rauendahl im Jahr 1827 bis zur Weiler Kohleniederlage erfolgte, damit die Baaker Gruben, die ihre gesamte Kohle bis dahin über die Ruhr abtransportierten, von den Unwägbarkeiten des Ruhrwasserstandes unabhängig wurden. Dadurch konnte von der Weiler Kohleniederlage die Kohle auch auf dem Landweg bis ins Bergische Land transportiert werden. Die von Julius Phillip Heintzmann errichtete Bahn wurde über Transportgebühren finanziert, die die Zechen zu entrichten hatten. Auf der Bahn liefen jeweils 25 Wagen à 400 kg, sie war ihres horizontalen Verlaufs eine der rentabelsten Pferdebahnen. Ebenso wie die Rauendahler Bahn verlor sie in der zweiten Hälfte des 19. Jahrhunderts an Bedeutung und ihr Betrieb wurde eingestellt.
Der Rauendahler Schiebeweg ist nicht zu verwechseln mit der später für die Zeche Baaker Mulde errichteten, etwa 500 Meter westlich gelegenen Baaker Bahn, die an derselben Kohlenniederlage wie der Rauendahler Bahn an der Ruhr endete.
In der Literatur ist manchmal beim Rauendahler Schiebeweg auch vom Rauendahler Kohlenweg bzw. von der Rauendahler Bahn die Rede. Diese Bezeichnungen sind richtig(er), denn ein Schiebeweg diente zum Transport der Kohle von der Zeche bzw. Grube bis zu ihrer zugehörigen Niederlage mit Laufkarren, auf denen die Kohle in Transportbehältern von Schleppern per Hand bewegt wurde. Diese Wege wurden zum Teil eigens angelegt, um die zu überwindenden Geländeneigungen zu verringern und die Effektivität des Transportes dadurch zu optimieren. Dieser umständliche, ineffektive Transport zur Ruhr behinderte die weitere Ausdehnung von Zechenbetrieben zunehmend, so dass ab dem Jahr 1785 über die Verlegung von Hundsgestängen (Schienen) außerhalb der Schächte bzw. Gruben nachgedacht wurde.
Im Ruhrtal existierte ein sehr frühes Netz von unterschiedlichen Abfuhrwegen für die Kohle aus den Zechen zur jeweiligen Niederlage an der Ruhr. Das älteste lag im Rauendahler Siepen (kleines Tal). Anfangs waren es einfache Wege für Schubkarren (teilweise mit Bretterbelag) oder für den Transport mit Pferden als Säumerei, Kohlenstraßen, Pferdebahnen, später auch richtige mit Lokomotiven befahrene Eisenbahnen.
| Stollen                | Inbetriebnahme | max. Länge (m) | Typ                   |
| ---------------------- | -------------- | -------------- | --------------------- |
| Rauendahl              |                |                |                       |
| Altemann               | 1834           |                | Schiebeweg            |
| Carl Friedrich         | 1828           | 1.580          | Pferdebahn            |
| Carl Wilhelm           | 1844           | 0.522          | Schiebeweg            |
| Friedrich (mit C.F.E.) | 1834           |                | Pferdebahn            |
| Preußischer Zepter     | 1780           |                | Schiebeweg            |
| Ignatius (mit Treue)   | 1835           |                | Pferdebahn            |
| Lottental              |                |                |                       |
| Glücksburg             | 1825           | 4.149          | Pferdebahn            |
| Julius Philipp         | 1839           |                | Schiebeweg/Pferdebahn |